# Azerbaijão no Festival Eurovisão da Canção
O Azerbaijão estreou-se no Festival Eurovisão da Canção em 2008, após a emissora İTV ingressar na UER, que lhe deu o direito de reclamar a sua parte.
Anteriormente, uma emissora pública, a AzTV queria participar, em 2007, mas as regras da UER não permitiram, porque a AzTV não era um membro activo da UER.
O Azerbaijão é o único país do Cáucaso que ganhou a Eurovisão: o último país a participar, já que a Arménia foi o primeiro em 2006, seguida pela Geórgia, em 2007. A avaliação que tem sido feito para com este país é muito positivo pois, logo no primeiro ano da sua participação, alcançou a 8 ª posição, sendo a melhor entrada dos três países do Cáucaso acima mencionados, não obstante do facto de a Armênia também ter ficado numa oitava posição no primeiro ano da sua estreia e ter conseguido chegar a 132 pontos em 2008, sucedeu no Azerbaijão.

## Galeria

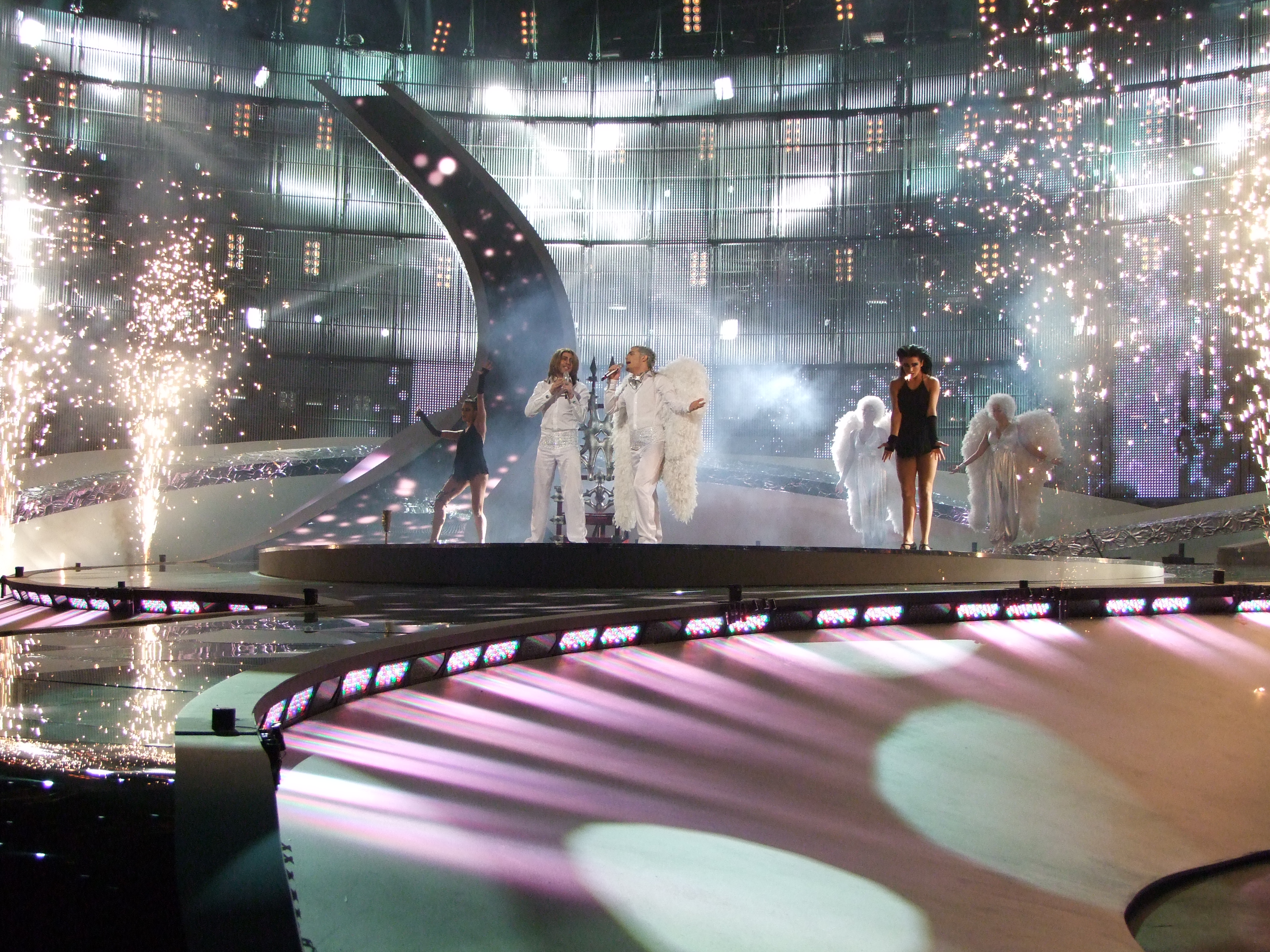
Elnur & Samir em Belgrado (2008)
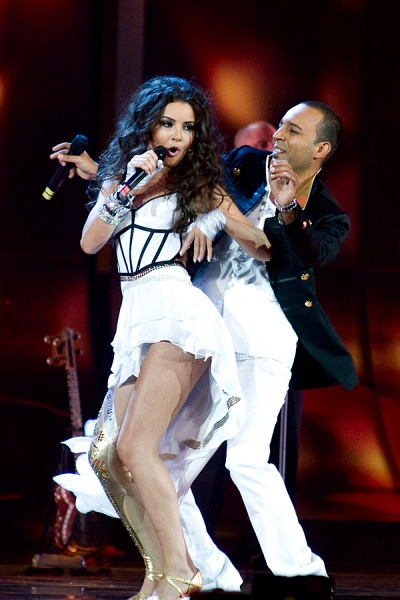
Aysel & Arash em Moscovo (2009)
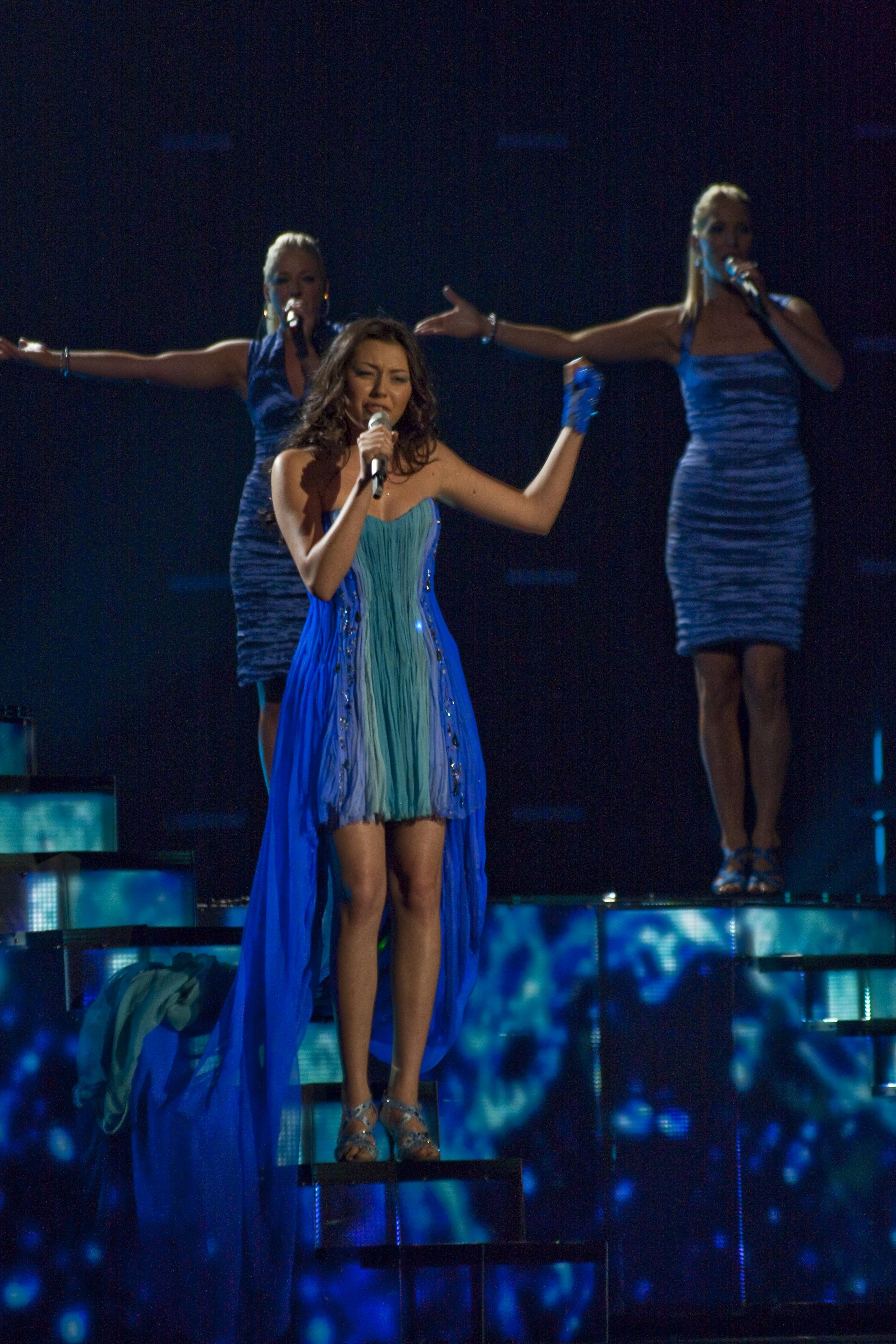
Safura em Oslo (2010)
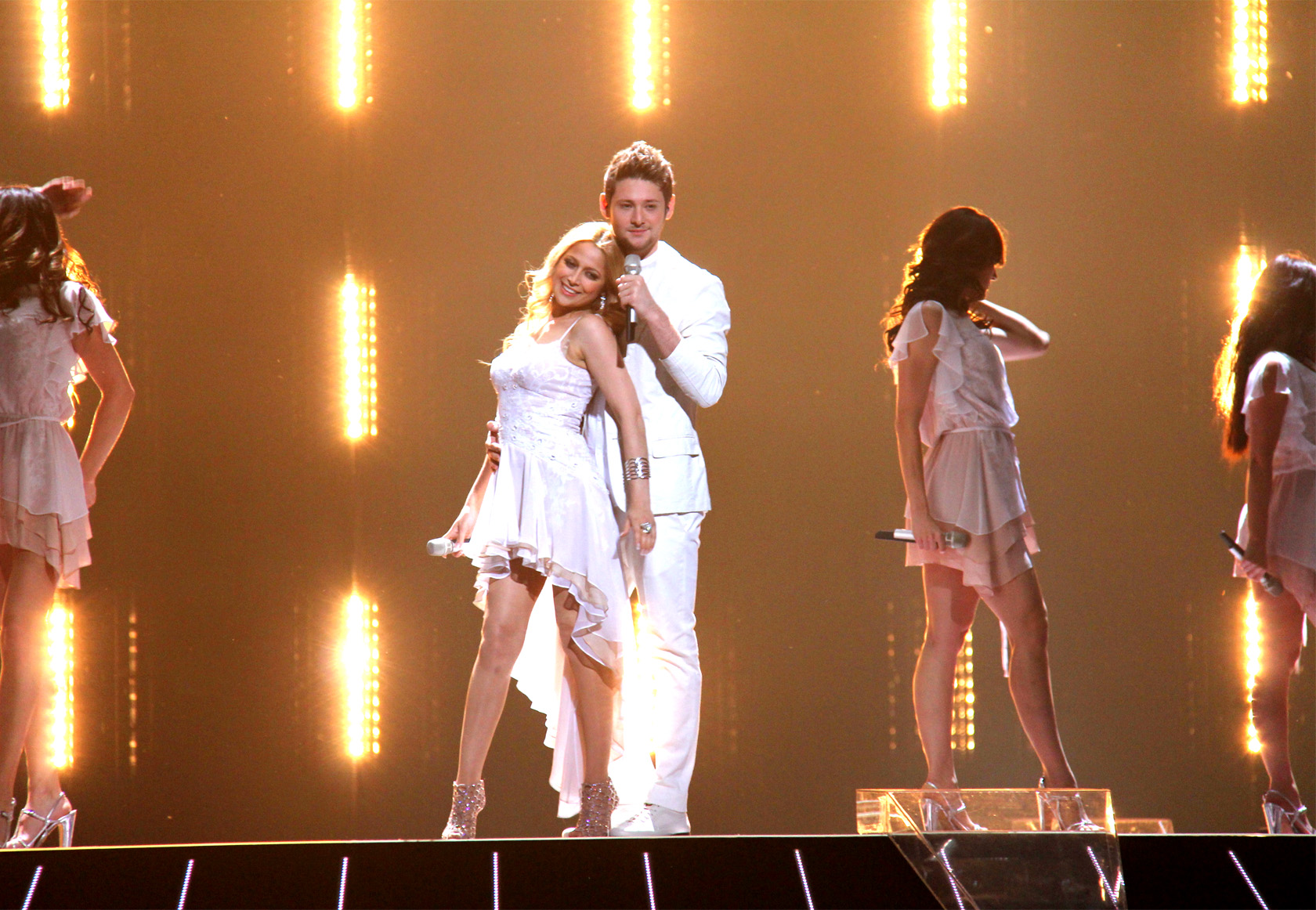
Ell e Nikki em Düsseldorf (2011)
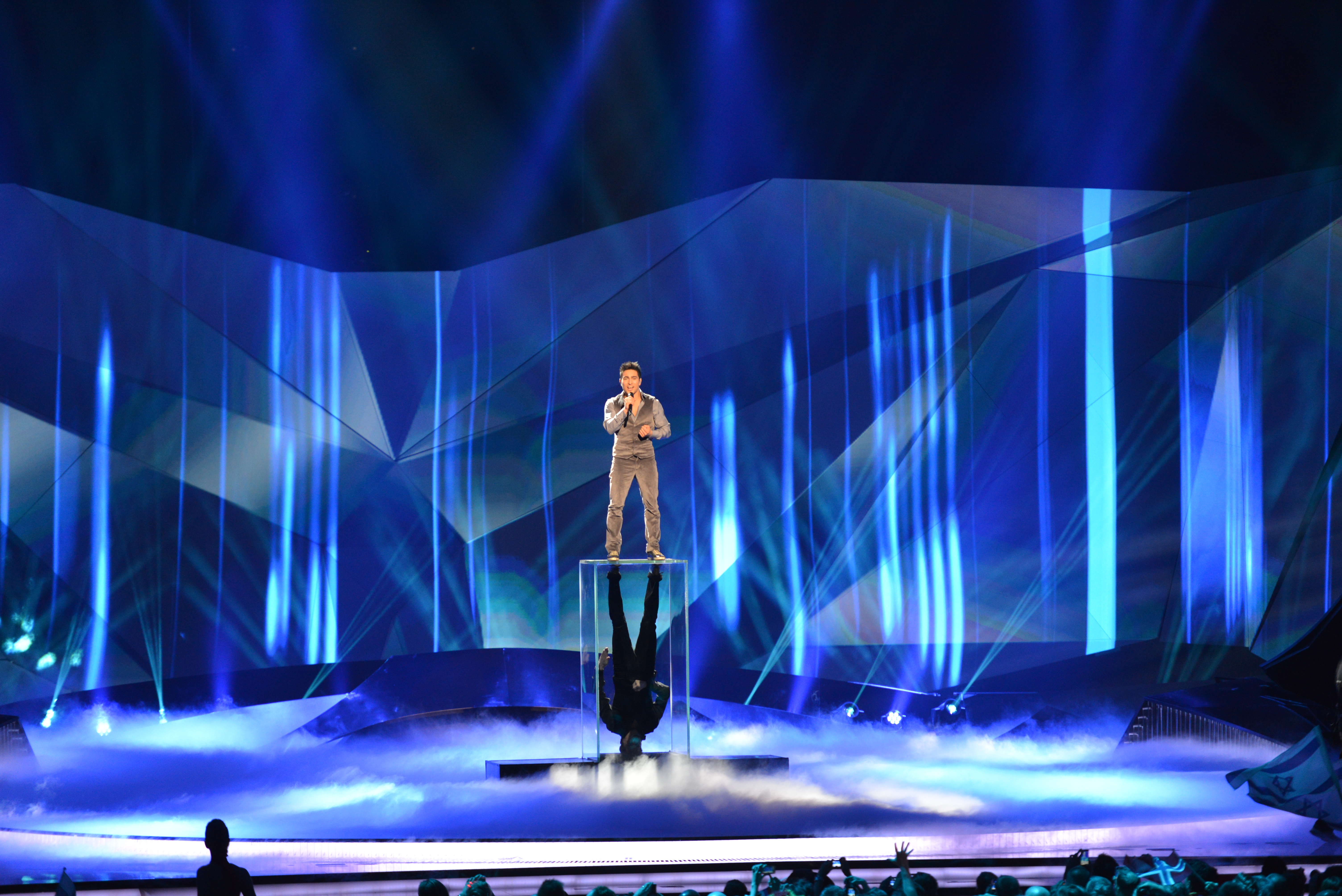
Farid Mammadov em Malmö (2013)
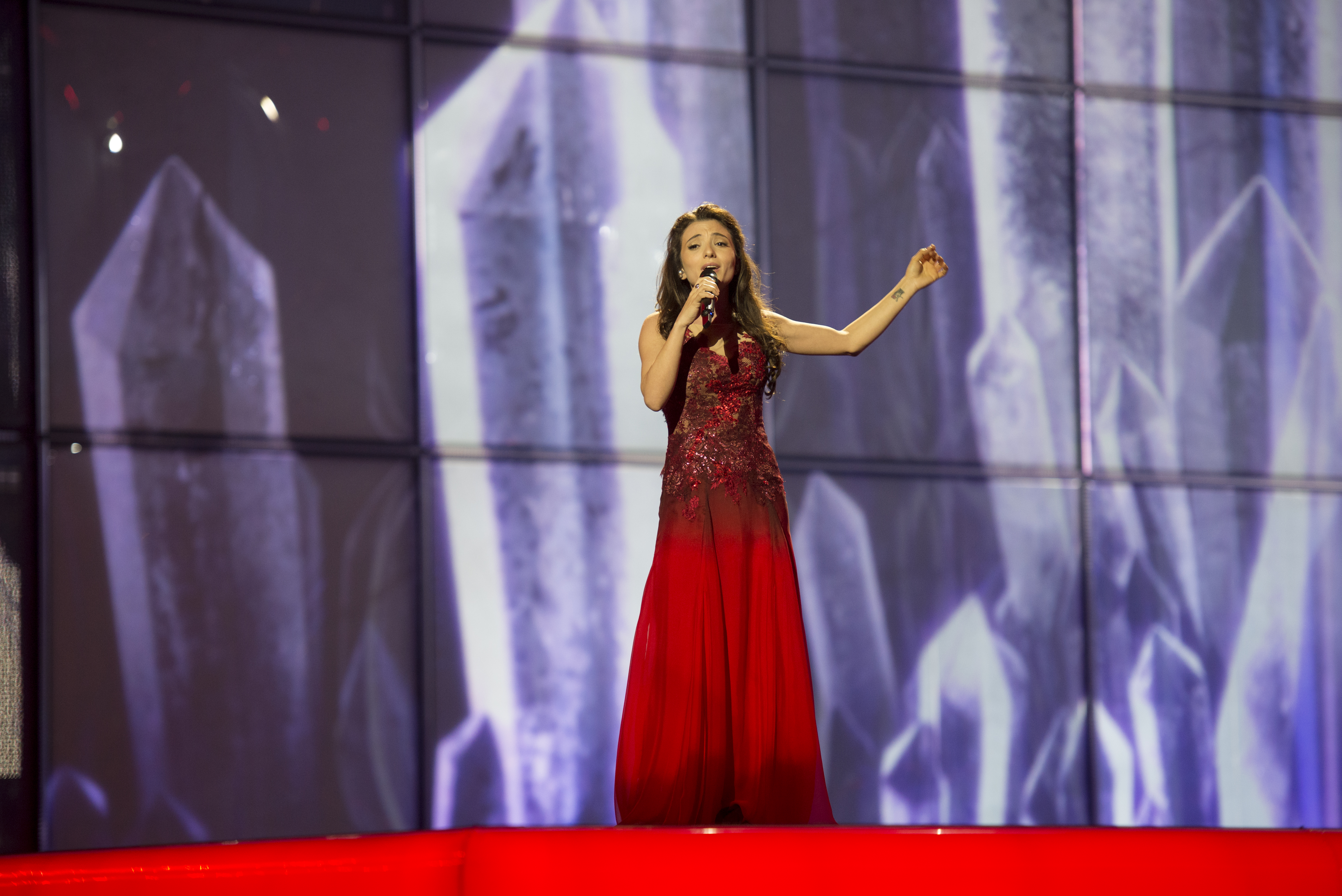
Dilara Kazimova em Copenhaga (2014)
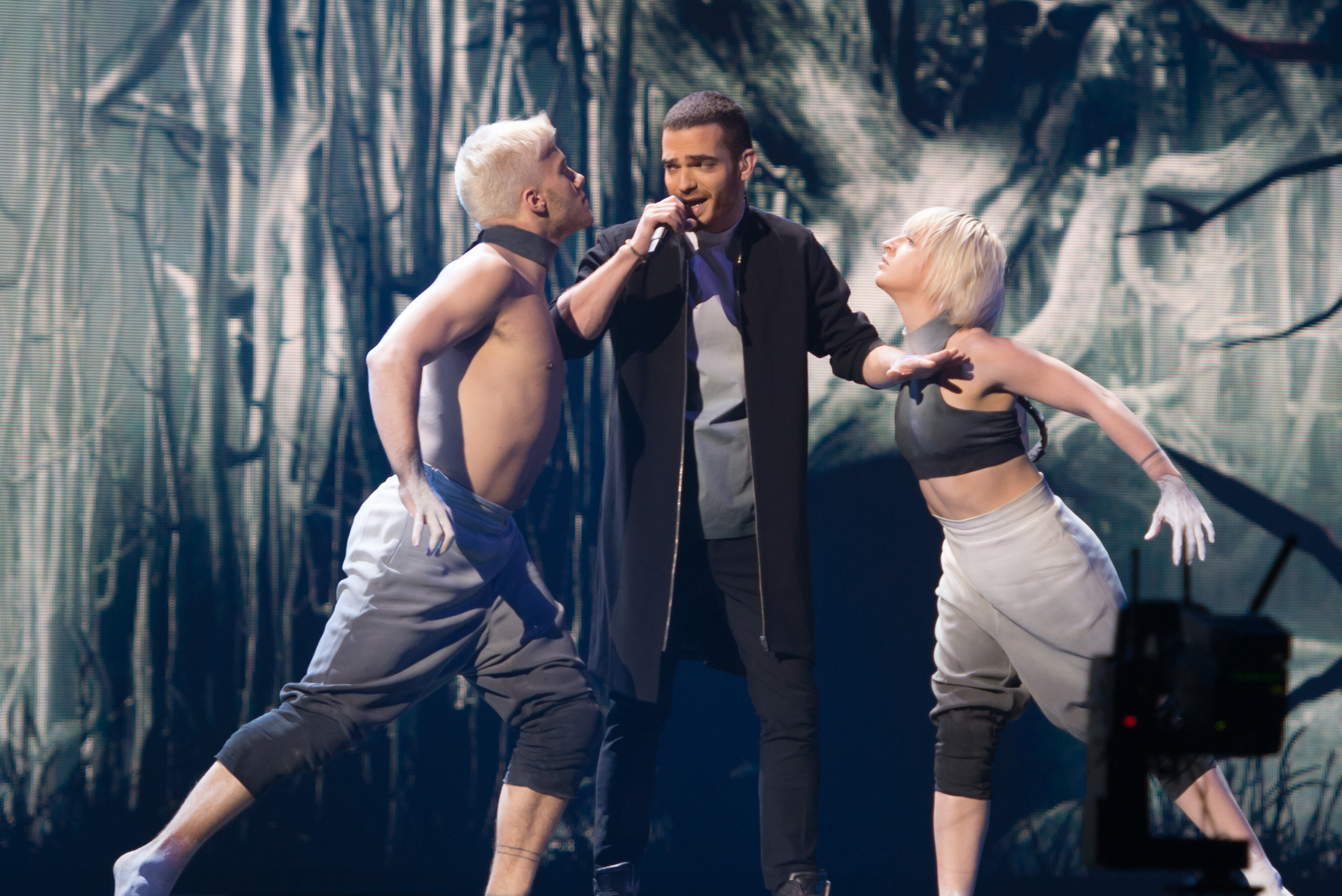
Elnur Hüseynov em Viena (2015)
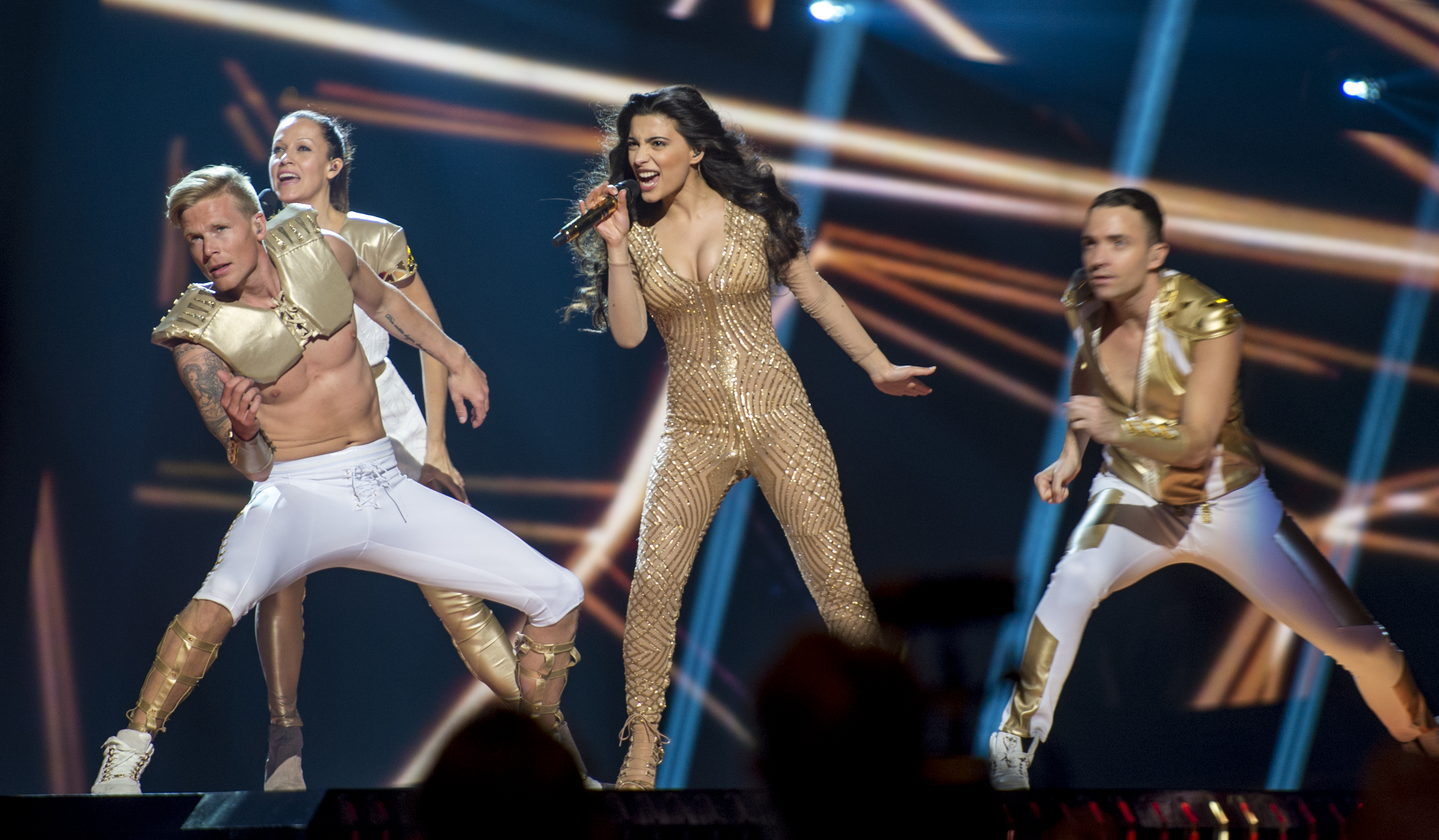
Samra em Estocolmo (2016)
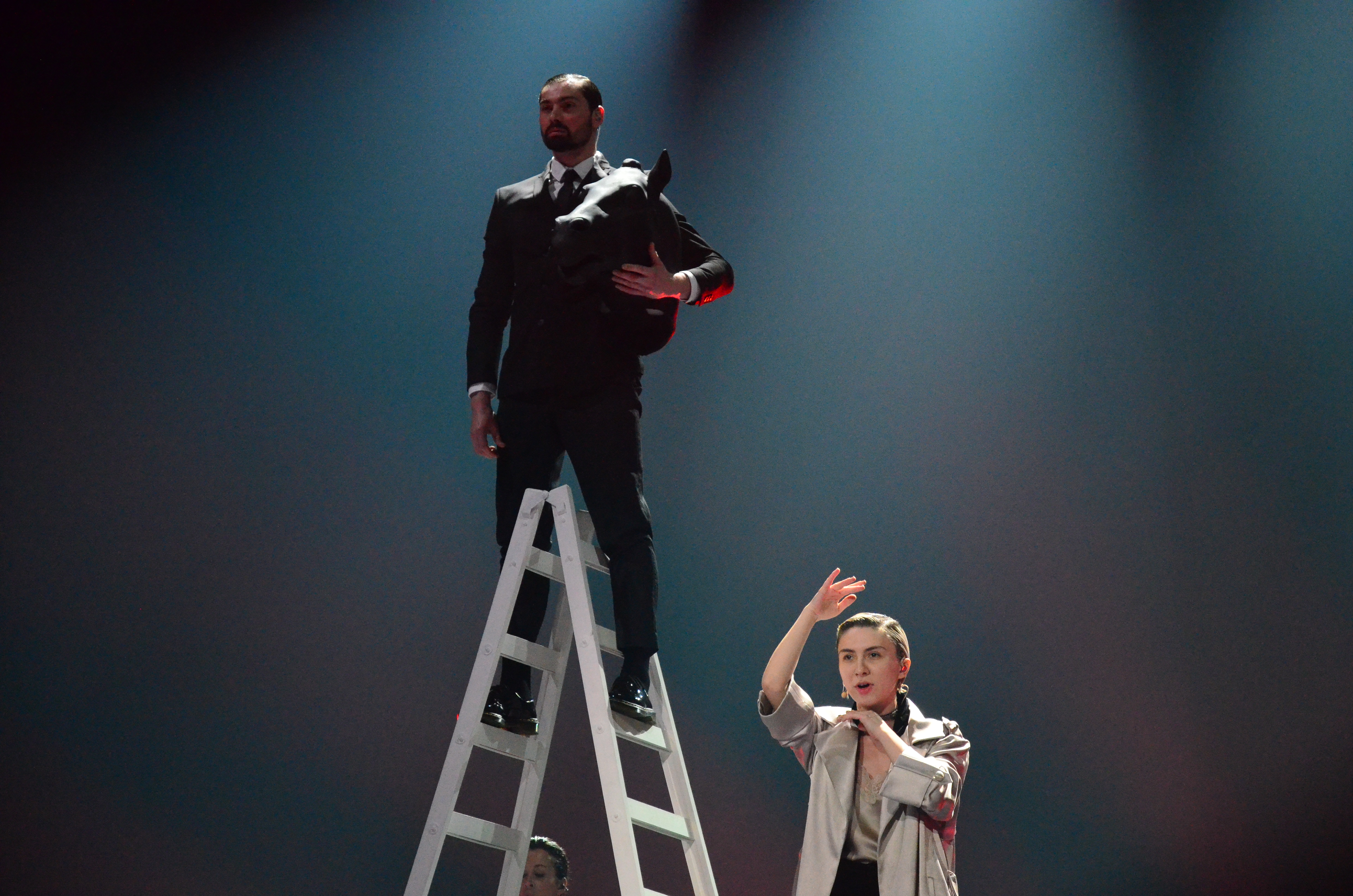
Dihaj em Kiev (2017)
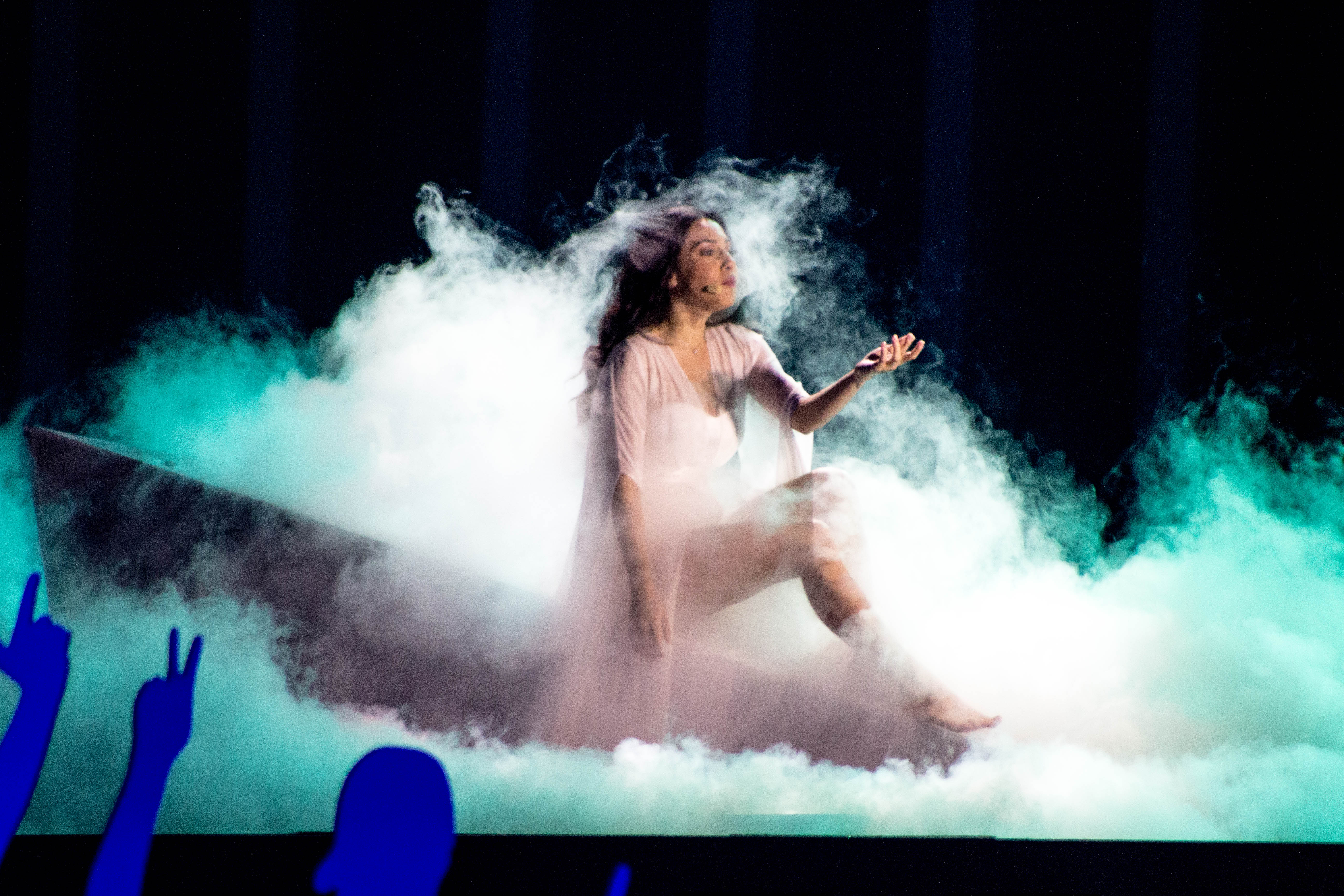
Aisel em Lisboa (2018)
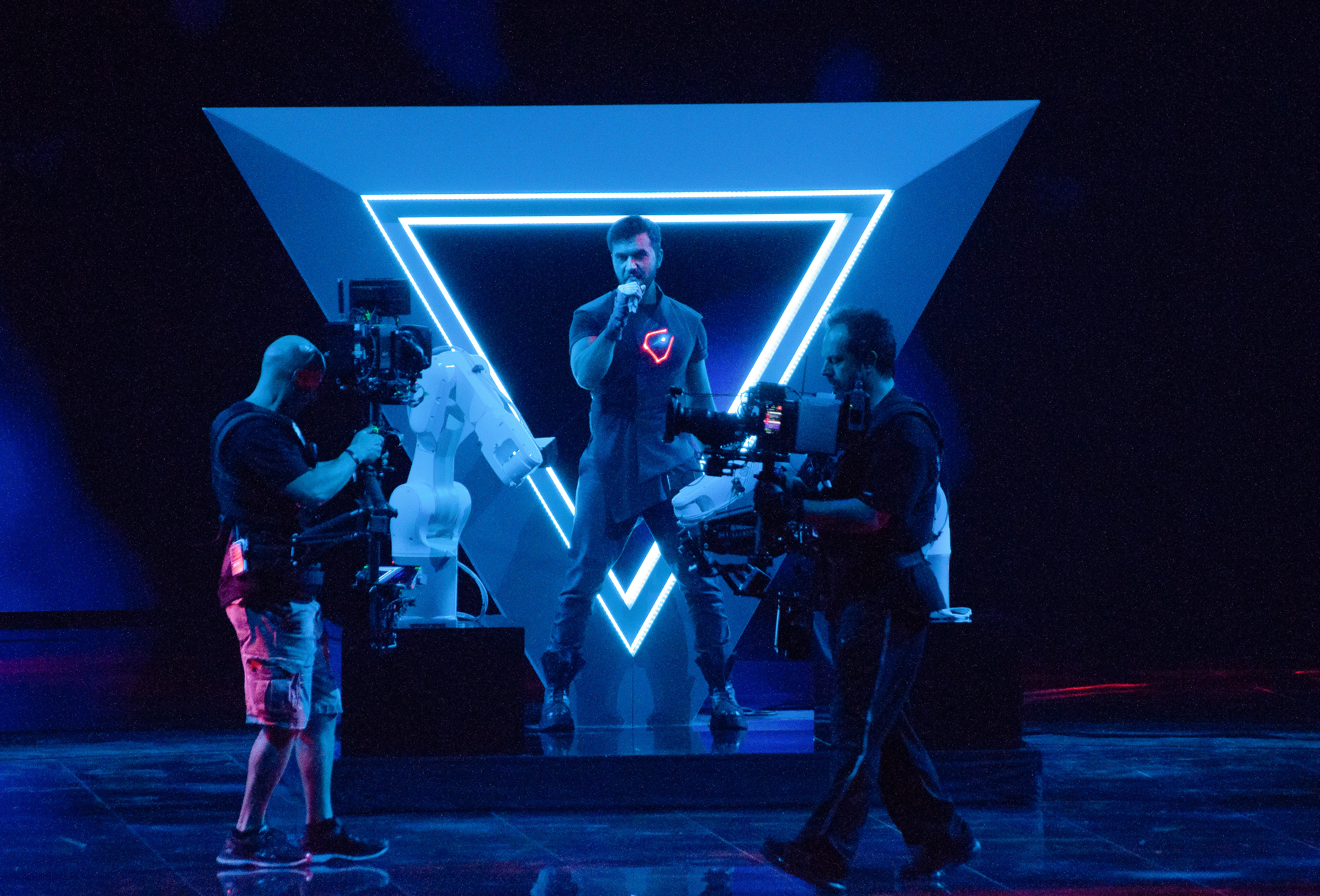
Chingiz Mustafayev em Tel Aviv (2019)

## Participações
Legenda
     Vencedor
     2.º lugar
     3.º lugar
     Pontuação Nula ("Null Points")/Último Lugar
     Melhor classificação (fora do top 3)
     Qualificação para a final (fora do top 3)
     País-anfitrião
     Desclassificado
| #   | Ano             | Artista                     | Canção                                      | Língua         | Final                    | Pontos                   | Semi                     | Pontos                   |
| --- | --------------- | --------------------------- | ------------------------------------------- | -------------- | ------------------------ | ------------------------ | ------------------------ | ------------------------ |
| 1º  | Belgrado 2008   | Elnur & Samir               | "Day After Day" Dia Após Dia                | Inglês         | 8º                       | 132                      | 6º                       | 96                       |
| 2º  | Moscovo 2009    | Aysel & Arash               | "Always" Sempre                             | Inglês         | 3º                       | 207                      | 2º                       | 180                      |
| 3º  | Oslo 2010       | Safura                      | "Drip Drop"                                 | Inglês         | 5°                       | 145                      | 2°                       | 113                      |
| 4º  | Düsseldorf 2011 | Ell e Nikki                 | "Running Scared" Correr de Medo             | Inglês         | 1º                       | 221                      | 2º                       | 122                      |
| 5º  | Baku 2012       | Sabina Babayeva             | "When The Music Dies" Quando A Música Morre | Inglês         | 4º                       | 150                      | País Anfitrião           | País Anfitrião           |
| 6º  | Malmö 2013      | Farid Mammadov              | "Hold Me" Segura-me                         | Inglês         | 2º                       | 234                      | 1º                       | 139                      |
| 7º  | Copenhaga 2014  | Dilara Kazimova             | "Start A Fire" Começar um incêndio          | Inglês         | 22º                      | 33                       | 9º                       | 57                       |
| 8º  | Viena 2015      | Elnur Hüseynov              | "Hour of the wolf" Hora do lobo             | Inglês         | 12º                      | 49                       | 10º                      | 53                       |
| 9º  | Estocolmo 2016  | Samra Rahimli               | "Miracle" Milagre                           | Inglês         | 17º                      | 117                      | 6º                       | 185                      |
| 10º | Kiev 2017       | Dihaj                       | "Skeletons" Esqueletos                      | Inglês         | 14º                      | 120                      | 8º                       | 150                      |
| 11º | Lisboa 2018     | Aisel                       | "X My Heart" Atravessa o Meu Coração        | Inglês         | Não se qualificou        | Não se qualificou        | 11º                      | 94                       |
| 12º | Tel Aviv 2019   | Chingiz                     | "Truth" Verdade                             | Inglês         | 8º                       | 302                      | 5º                       | 224                      |
|     | Roterdão 2020   | Efendi                      | "Cleopatra"                                 | Inglês         | A edição não se realizou | A edição não se realizou | A edição não se realizou | A edição não se realizou |
| 13º | Roterdão 2021   | Efendi                      | "Mata Hari"                                 | Inglês         | 20º                      | 65                       | 8º                       | 138                      |
| 14º | Turim 2022      | Nadir Rüstemli              | "Fade to Black" Escurecer                   | Inglês         | 16º                      | 106                      | 10º                      | 96                       |
| 15º | Liverpool 2023  | TuralTuranX                 | "Tell Me More" Conta-me mais                | Inglês         | Não se qualificou        | Não se qualificou        | 14º                      | 4                        |
| 16º | Malmö 2024      | Fahree feat. Ilkin Dovlatov | "Özünlə apar" Leva-me contigo               | Inglês & Azeri | Não se qualificou        | Não se qualificou        | 14º                      | 11                       |
| 17º | Basileia 2025   | Mamagama                    | "Run with U" Correr contigo                 | Inglês         | Não se qualificou        | Não se qualificou        | 15º                      | 7                        |

| Ano             | Artista                     | Canção                | Final             | Final             | Final             | Final             | Final             | Final             | Semi            | Semi            | Semi            | Semi            | Semi           | Semi           |
| Ano             | Artista                     | Canção                | Tlv.              | Pontos            | Júri              | Pontos            | Cl.               | Pontos            | Tlv.            | Pontos          | Júri            | Pontos          | Cl.            | Pontos         |
| --------------- | --------------------------- | --------------------- | ----------------- | ----------------- | ----------------- | ----------------- | ----------------- | ----------------- | --------------- | --------------- | --------------- | --------------- | -------------- | -------------- |
| Moscovo 2009    | Aysel & Arash               | "Always"              | 2º                | 253               | 8º                | 112               | 3º                | 207               | Apenas televoto | Apenas televoto | Apenas televoto | Apenas televoto | 2º             | 180            |
| Oslo 2010       | Safura                      | "Drip Drop"           | 5º                | 161               | 9º                | 116               | 5°                | 145               | 1º              | 126             | 3º              | 89              | 2°             | 113            |
| Düsseldorf 2011 | Ell e Nikki                 | "Running Scared"      | 1º                | 223               | 2º                | 182               | 1º                | 221               | 2º              | 124             | 2º              | 109             | 2º             | 122            |
| Baku 2012       | Sabina Babayeva             | "When The Music Dies" | 5º                | 151               | 8º                | 118               | 4º                | 150               | País Anfitrião  | País Anfitrião  | País Anfitrião  | País Anfitrião  | País Anfitrião | País Anfitrião |
| Malmö 2013      | Farid Mammadov              | "Hold Me"             | 3º                | 5.86              | 2º                | 7.77              | 2º                | 234               | 3º              | 5.28            | 2º              | 4.60            | 1º             | 139            |
| Copenhaga 2014  | Dilara Kazimova             | "Start A Fire"        | 22º               | 26                | 8º                | 108               | 22º               | 33                | 12º             | 41              | 5º              | 94              | 9º             | 57             |
| Viena 2015      | Elnur Hüseynov              | "Hour of the wolf"    | 14º               | 48                | 14º               | 48                | 12º               | 49                | 11º             | 37              | 9º              | 67              | 10º            | 53             |
| Estocolmo 2016  | Samra Rahimli               | "Miracle"             | 12º               | 73                | 19º               | 44                | 17º               | 117               | 7º              | 93              | 6º              | 92              | 6º             | 185            |
| Kiev 2017       | Dihaj                       | "Skeletons"           | 11º               | 42                | 12º               | 78                | 14º               | 120               | 8º              | 63              | 5º              | 87              | 8º             | 150            |
| Lisboa 2018     | Aisel                       | "X My Heart"          | Não se qualificou | Não se qualificou | Não se qualificou | Não se qualificou | Não se qualificou | Não se qualificou | 12º             | 47              | 12º             | 47              | 11º            | 94             |
| Tel Aviv 2019   | Chingiz                     | "Truth"               | 8º                | 100               | 5º                | 202               | 8º                | 302               | 5º              | 121             | 5º              | 103             | 5º             | 224            |
| Roterdão 2021   | Efendi                      | "Mata Hari"           | 17º               | 33                | 19º               | 32                | 20º               | 65                | 6º              | 91              | 11º             | 47              | 8º             | 138            |
| Turim 2022      | Nadir Rüstemli              | "Fade to Black"       | 23º               | 3                 | 10º               | 103               | 16º               | 106               | 18º             | 0               | 6º              | 96              | 10º            | 96             |
| Liverpool 2023  | TuralTuranX                 | "Tell Me More"        | Não se qualificou | Não se qualificou | Não se qualificou | Não se qualificou | Não se qualificou | Não se qualificou | Apenas televoto | Apenas televoto | Apenas televoto | Apenas televoto | 14º            | 4              |
| Malmö 2024      | Fahree feat. Ilkin Dovlatov | "Özünlə apar"         | Não se qualificou | Não se qualificou | Não se qualificou | Não se qualificou | Não se qualificou | Não se qualificou | Apenas televoto | Apenas televoto | Apenas televoto | Apenas televoto | 14º            | 11             |
| Basileia 2025   | Mamagama                    | "Run with U"          | Não se qualificou | Não se qualificou | Não se qualificou | Não se qualificou | Não se qualificou | Não se qualificou | Apenas televoto | Apenas televoto | Apenas televoto | Apenas televoto | 15º            | 7              |

## Apresentadores

Baku Crystal Hall em Baku, sede do 2012Baku Crystal Hall em Baku, sede do 2012

| Ano  | Local | Local             | Apresentador(es)                                    |
| ---- | ----- | ----------------- | --------------------------------------------------- |
| 2012 | Baku  | Baku Crystal Hall | Leyla Aliyeva, Eldar Gasimov e Nargiz Birk-Petersen |

## Comentadores e porta-vozes
| Ano(s) | Comentador televisivos         | Comentador televisivos        | Votação              | Votação          | Votação        |
| Ano(s) | Comentador televisivo da Final | Segundo comentador televisivo | Porta-voz            | Idioma utilizado | Cidade         |
| ------ | ------------------------------ | ----------------------------- | -------------------- | ---------------- | -------------- |
| 2007   | Desconhecido                   | Desconhecido                  | Não participou       | Não participou   | Não participou |
| 2008   | Husniyya Maharramova           | Isa Melikov                   | Leyla Aliyeva        | Inglês           | Baku           |
| 2009   | Leyla Aliyeva                  | Isa Melikov                   | Husniyya Maharramova | Inglês           | Baku           |
| 2010   | Husniyya Maharramova           | Sem segundo comentador        | Tamilla Shirinova    | Inglês           | Baku           |
| 2011   | Leyla Aliyeva                  | Sem segundo comentador        | Safura Alizadeh      | Inglês           | Baku           |
| 2012   | Konul Arifgizi                 | Saleh Bagirov                 | Safura Alizadeh      | Inglês           | Baku           |
| 2013   | Konul Arifgizi                 | Sem segundo comentador        | Tamilla Shirinova    | Inglês           | Baku           |
| 2014   | Konul Arifgizi                 | Sem segundo comentador        | Sabina Babayeva      | Inglês           | Baku           |
| 2015   | Kamran Guliyev                 | Sem segundo comentador        | Tural Asadov\|       | Inglês           | Baku           |
| 2016   | Azer Suleymanli\|              | Sem segundo comentador        | Tural Asadov\|       | Inglês           | Baku           |
| 2017   | Azer Suleymanli\|              | Sem segundo comentador        | Tural Asadov\|       | Inglês           | Baku           |
| 2018   |                                | Sem segundo comentador        | Tural Asadov\|       |                  |                |

## Historial de votos (2008-2017)
| Azerbaijão deu mais pontos a: | Azerbaijão deu mais pontos a: | Azerbaijão deu mais pontos a: |
| Rank                          | País                          | Pontos                        |
| ----------------------------- | ----------------------------- | ----------------------------- |
| 1                             | Rússia                        | 134                           |
| 2                             | Ucrânia                       | 124                           |
| 3                             | Geórgia                       | 89                            |
| 4                             | Grécia                        | 81                            |
| 5                             | Moldávia                      | 79                            |

| Azerbaijão recebeu mais pontos a: | Azerbaijão recebeu mais pontos a: | Azerbaijão recebeu mais pontos a: |
| Rank                              | País                              | Pontos                            |
| --------------------------------- | --------------------------------- | --------------------------------- |
| 1                                 | Geórgia                           | 149                               |
| 2                                 | Rússia                            | 147                               |
| 3                                 | Moldávia                          | 135                               |
| 4                                 | Ucrânia                           | 117                               |
| 5                                 | Hungria                           | 103                               |
| 5                                 | Malta                             | 103                               |

## Prémios recebidos

### Prémios Marcel Bezençon
| Ano  | Categoria        | Canção                | Artista(s)      |
| ---- | ---------------- | --------------------- | --------------- |
| 2012 | Prémio Imprensa  | "When The Music Dies" | Sabina Babayeva |
| 2013 | Prémio Artístico | "Hold Me"             | Farid Mammadov  |